# Лю Хуейся
Лю Хуейся (кит.: 刘蕙瑕, 30 листопада 1997, Хубей, Китай) — китайська стрибунка у воду, 
олімпійська чемпіонка 2016 року, дворазова чемпіонка світу.

## Виступи на Олімпіадах
| Олімпіада | Дисципліна                            | Місце |
| --------- | ------------------------------------- | ----- |
| Ріо 2016  | синхронні стрибки з 10-метрової вишки | 1     |